# Brücke Grunenburg
Die Brücke Grunenburg (vereinzelt auch Grunenburgbrücke) war eine nicht mehr genutzte Brücke der ehemaligen Ronsdorf-Müngstener Eisenbahn (RME) über die Wupper und verband bei Müngsten Wuppertaler mit Solinger Stadtgebiet. Sie wurde im Dezember 2014 abgerissen.

## Geschichte

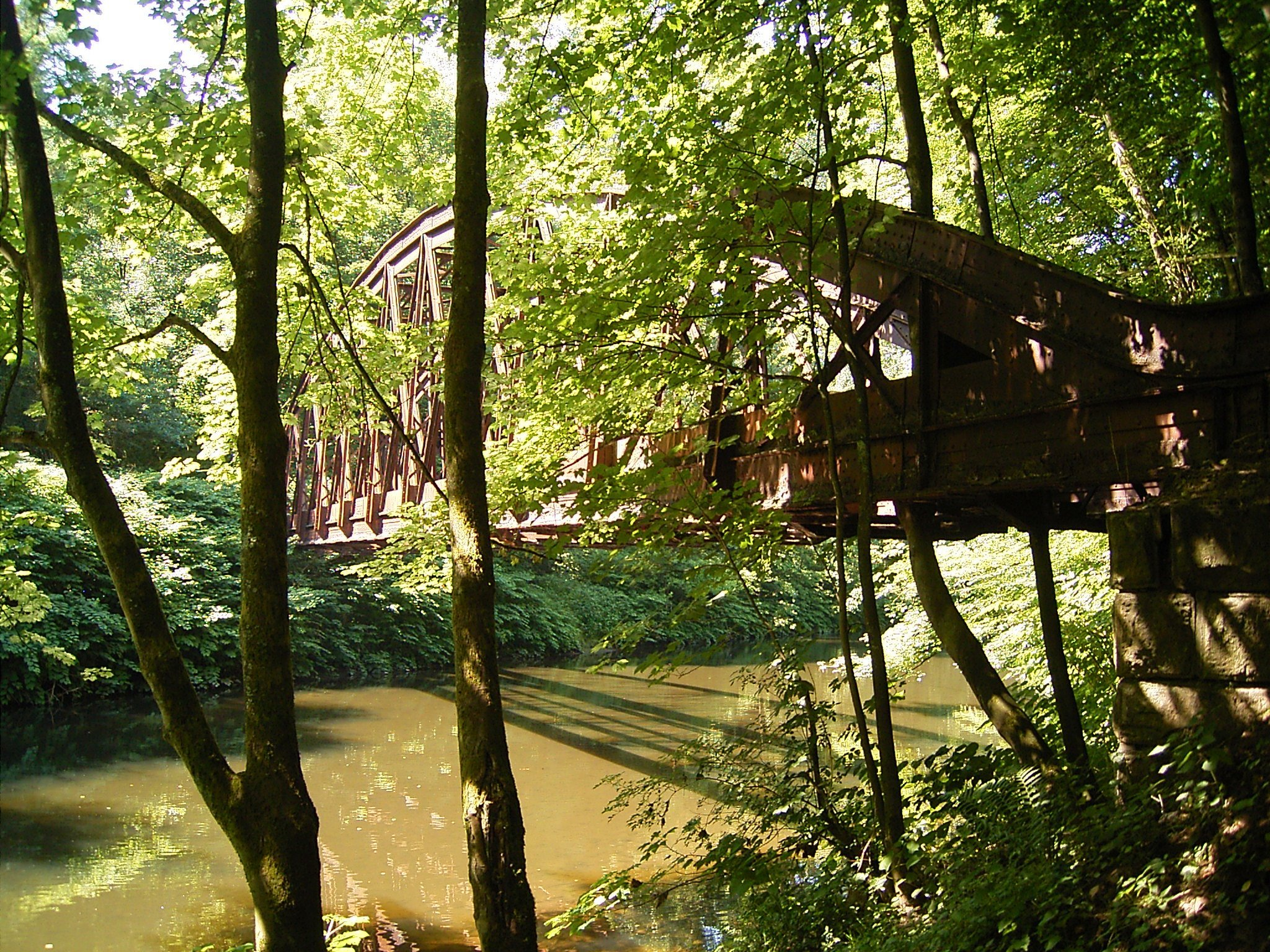
Brücke im August 2008

Die Brücke wurde 1891 (nach anderen Informationen 1897, in dieser Quelle wird ein Vorgängerbau leichterer Bauart vermutet) von der Ronsdorf-Müngstener Eisenbahn (RME) erbaut und ist heute auch als Wupperbrücke der RME bekannt. Über sie führte seit der Verkehrsfreigabe im Oktober 1892 bis 1923 die Schmalspurbahn der RME und verband zunächst nur die Ortslage Grunenburg mit Müngsten. Bei Grunenburg befand sich das erste Solinger Wasserwerk sowie an der Stelle des ehemaligen Kirschberger Kottens das Bergische Elektrizitätswerk, die beide über die Bahn mit Kohle versorgt wurden. Ab dem 3. Juni 1907 wurde in Höhe des Wasserwerks eine Trasse nach Solingen-Krahenhöhe gebaut, auf der ab dem Sommer 1908 bis in den Ersten Weltkrieg hinein vom Toelleturm ausgehend die „Straßenbahnlinie 9“ verkehrte.
Die Brücke hatte eine Spannweite von 47,5 Metern. Die Stahlkonstruktion sollte 120 Tonnen (nach anderer Quelle 150 Tonnen) wiegen. Die Bauausführung lag bei Wilhelm Tillmanns.
1905 wurde das Wasserwerk stillgelegt, 1916 der Personenverkehr nach Krahenhöhe eingestellt und bald darauf die zur Stromerzeugung verwendeten Dampfmaschinen des Elektrizitätswerks stillgelegt, das nunmehr nur noch die Wasserkraft nutzte. Seit 1923 war die Konstruktion ohne Funktion und erlitt substanzschädigende Korrosionsschäden. Teilweise war sie überwuchert und ohne Bohlen nicht begehbar.
Bei einer routinemäßigen Kontrolle des Technischen Betriebs Straßen und Grün der Stadt Solingen wurden im August 2008 schwerwiegende Mängel an der Brücke festgestellt. Dem Gutachten nach drohte sie in die Wupper zu stürzen. Vorsorglich wurde den Kanuten und Paddlern das Unterfahren mittels Beschilderung untersagt, so dass diese seitdem gezwungen waren, die Gefahrenstelle mit ihrem Wassersportgerät auf dem Landweg zu umgehen.
Ein Abriss wurde im Jahr 2008 beschlossen, die Kosten dafür auf 120.000 Euro beziffert. Dagegen sollte es auch Gutachten gegeben haben, die der Brücke Baudenkmalwürdigkeit zugesprochen hätten. Eine offizielle Eintragung als Baudenkmal erfolgte allerdings nie.

## Gescheiterte Sanierungspläne

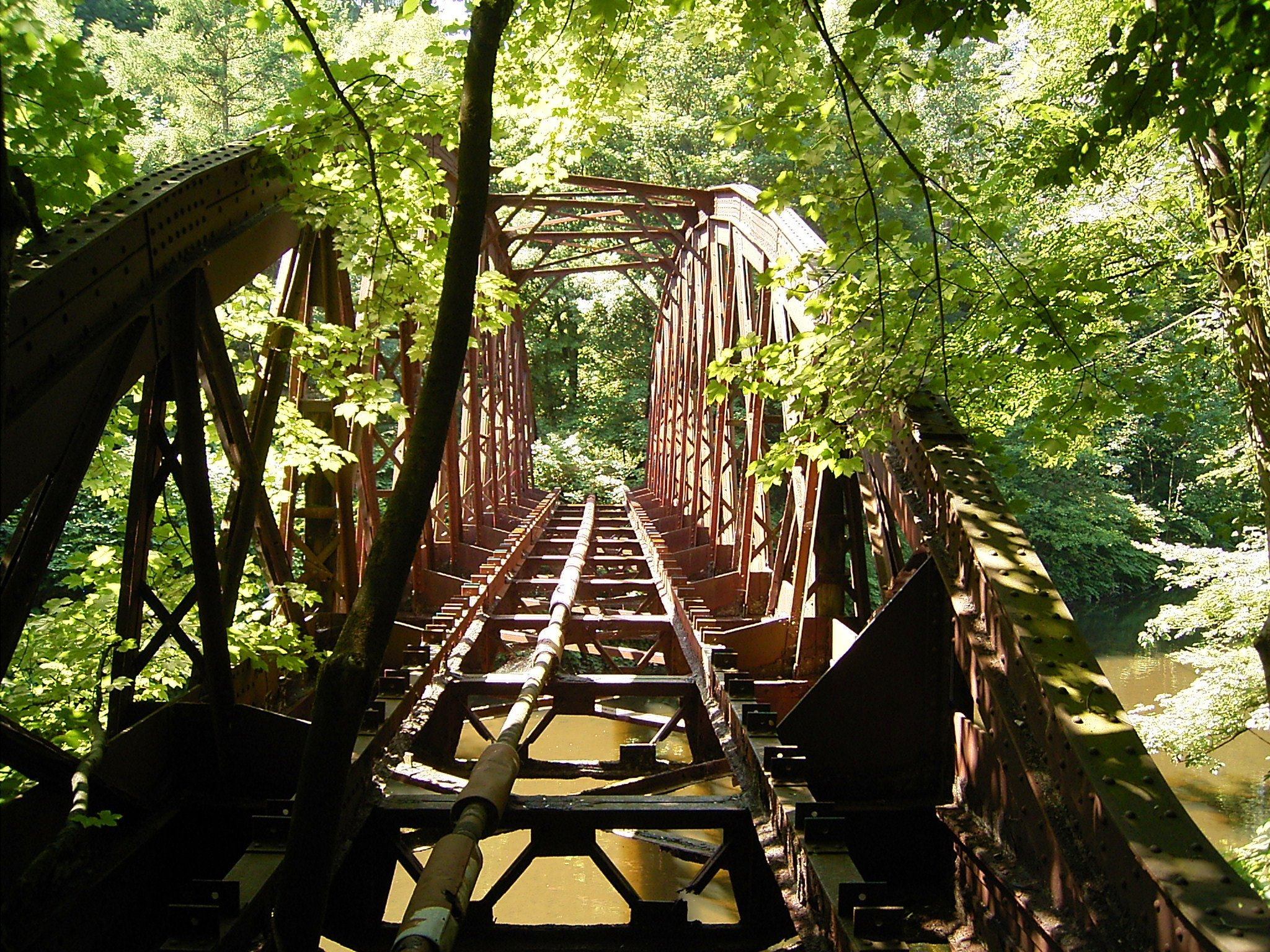
Blick durch die Brücke

Am 28. November 2008 wurde in den lokalen Medien verbreitet, dass die Wuppertal Bewegung die Brücke für einen symbolischen Preis von einem Euro erworben hätte. Nach damaliger Ansicht des Vereins sei das Bauwerk zu retten gewesen und hätte als Rad- und Wanderweg wieder in Betrieb genommen werden können. Statiker, Brückenbauer und Bauingenieure hätten das Bauwerk im Auftrag des Vereins in Augenschein genommen und eine positive Bilanz gezogen. Mit Arbeitskräften des Zweiten Arbeitsmarktes wäre eine kostengünstige Sanierung finanzierbar gewesen, die unterhalb der prognostizierten Abrisskosten von 120.000 Euro gelegen haben sollte. Mit dem Kauf hätte die Bürgerbewegung von der Stadt Solingen einen Zuschuss in Höhe von 100.000 Euro erhalten haben sollen und sie damit aus sämtlichen Verpflichtungen und Haftungen entlassen. Die Brücke sollte ursprünglich den Wanderweg anbinden, der bereits auf der ehemaligen Trasse zwischen Grunenburg und Krahenhöhe angelegt worden war.
Im August 2009 gab die Stadt Solingen jedoch bekannt, dass der Sanierungsverkauf nicht zustande gekommen war. Mit dem Abriss der Brücke sollte ursprünglich im Frühjahr 2013 begonnen werden.

## Abriss

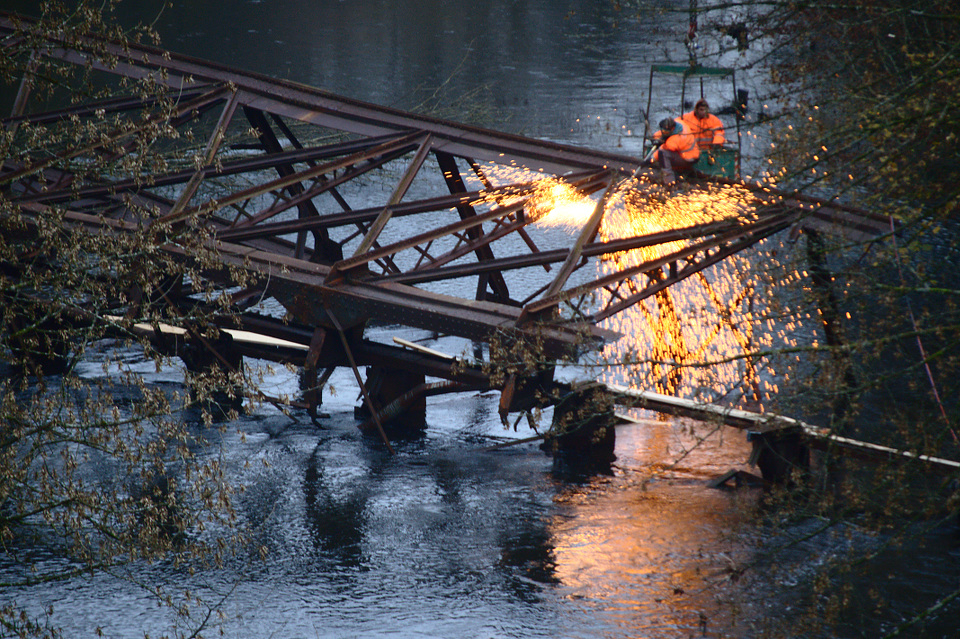
Die Brücke wird zerlegt

Am 1. Dezember 2014 begannen vor Ort die Vorarbeiten für den Rückbau der Brücke. Sie sollte ursprünglich mittels einer Schneidsprengung kontrolliert ins Wasser abgelassen werden. Doch bei Erleichterungsarbeiten an der Brücke wurde sie so instabil, dass sie sofort per Schneidbrenner abgeschnitten und kontrolliert ins Wasser abgelassen wurde. Anschließend wurden ihre Einzelteile der Verwertung zugeführt.